# Anatomie de l'enfer
Pour plus de détails, voir Fiche technique et Distribution.
Anatomie de l'enfer est un film français réalisé par Catherine Breillat, sorti en 2004.

## Synopsis
Dans l'une des boîtes homosexuelles où l'on se côtoie sans se rencontrer et où la musique techno rythme les mouvements des corps, un homme danse sans se préoccuper de ce qui l'entoure. 
Intruse au milieu de cette communauté, une jeune femme est en proie au désespoir. Elle se rend dans les toilettes de l'établissement et, d'un coup de lame de rasoir, s'ouvre les veines. Un inconnu pénètre dans les lieux à cet instant et porte secours à la malheureuse. 
Rétablie, la jeune femme fait une fellation à son sauveur puis lui propose un étrange marché : contre rétribution, il devra, pendant quatre nuits, la regarder « par là où elle n'est pas regardable ». En fait, elle le paye pour qu'il la regarde et l'écoute parler d'elle, de ses désirs, du corps féminin, et des peurs qu'elle suscite chez l'homme. Malgré son aversion première, l'homme participe physiquement à ce « contrat ».

## Fiche technique
- Titre : Anatomie de l'enfer
- Réalisation : Catherine Breillat
- Scénario et dialogues : Catherine Breillat, d'après son roman Pornocratie
- Images : Yórgos Arvanítis, Guillaume Schiffman, Miguel Malheiros et Susana Gomes
- Durée : 77 minutes
- Genre : Drame psychologique pornographique
- Date de sortie : 28 janvier 2004

## Distribution
- Amira Casar : La fille
- Rocco Siffredi : L'homme
- Alexandre Belin : Un amoureux du terrain vague
- Manuel Taglang : Un amoureux du terrain vague
- Jacques Monge : Le pilier de bar
- Claudio Carvalho : L'enfant oiseau
- Carolina Lopes : La petite fille
- Diego Rodrigues : Un petit garçon
- João Marques : Un petit garçon
- Bruno Fernandes : Un petit garçon
- Maria Edite Moreira : Une pharmacienne
- Maria João Santos : Une pharmacienne
- Paulo Henrique : Figurant
- Pauline Hunt : La doublure d'Amira Casar
- Catherine Breillat : La voix de la narratrice
- Rita Madeleine : Foufounette en feu